# La Coma (Galliner)
La Coma és, com el seu nom indica, una coma del terme municipal d'Isona i Conca Dellà, en terres de l'antic municipi d'Orcau, al Pallars Jussà.
Està situada a l'extrem nord-occidental del terme, a ponent de l'antic poble de Galliner. És la capçalera del barranc de la Coma, que baixa cap al terme de Tremp. Els extrems nord-occidental de la Coma són en terme de Talarn. A l'extrem nord de la Coma hi ha la Casa Casasses.